# 西村顕治
西村 顕治（にしむら けんじ、1965年2月11日 - ）は、日本経済新聞社の記者であり、クイズ王として知られている。男性。神奈川県立川和高等学校、早稲田大学政治経済学部出身。

## 人物
『史上最強のクイズ王決定戦』においては決勝戦常連であり、同じく決勝戦常連の水津康夫と4回決勝戦で戦っている。特に同番組中で放映された、問題文が「アマゾン川で」まで読まれた段階で正解に辿り着き（正解は｢ポロロッカ」）、問題開始から0.9秒で正解するシーンが著名であり、このシーンは冨樫義博の漫画『幽☆遊☆白書』においてパロディ化されている。また、番組中でクイズ問題10万問に相当するデータベースを構築していることが放映され、その情報管理法は筑摩書房よりちくま新書『スーパー情報活用術』として出版された。

## 主なクイズ番組出場歴
- アメリカ横断ウルトラクイズ（第9回・第一次予選落ち。後の回には一度も参加しなかった）
- アップダウンクイズ大学生大会（毎日放送）(10問正解達成)
- クイズMr.ロンリー（毎日放送）（自身の誕生日に出場。40万円獲得かつ海外旅行も獲得。）
- クイズタイムショック（第871回に出場。11問正解でトップチャレンジャーとなり、チャンピオン戦でも11問正解を果たして当時のチャンピオンであった内海美幸（10問正解）を破り、新チャンピオンに輝く）
- 史上最強のクイズ王決定戦（TBSテレビ）(第2回、第5回、第6回、第7回、第8回にて優勝)
- オールスター激突クイズ 当たってくだけろ!（TBSテレビ）(すべての回に出場)

## 著書
- 情報スーパー活用術（ちくま新書、1997年） ISBN 978-4480057051